# Accordo di Doha (2012)
L'accordo di Doha del 2012 è un accordo raggiunto tra le fazioni palestinesi Fatah e Hamas il 7 febbraio 2012 a Doha, in Qatar.